# Ельхад Назірі
Ельхад Назірі (азерб. Elhad Nəziri; нар. 29 грудня 1992, Баку, Азербайджан) — азербайджанський футболіст, захисник. Виступав за національну збірну Азербайджану.

## Клубна кар'єра
Ельхад народився в столиці Азербайджану — Баку. В юнацькі роки займався у молодіжних командах столичних «Нафтчі» та «Карабаха». На дорослому рівні розпочав виступати у сезоні 2011/12 років у другому дивізіоні Азербайджану за «Локомотив» (Баладжари).
Восени 2012 року перейшов до представника чемпіонату Молдови «Мілсамі», з яким підписав 2-річний контракт (за схемою 1+1). Провів 6 матчів. У лютому 2013 року перейшов до румунського «Петролула» з чемпіонату Румунії, з яким підписав 3,5-річний контракт.
Потім декілька років значився у клубах найвищого дивізіону Азербайджану, але на поле не виходив. У серпні 2013 року підписав контракт з «Ряваном». До кінця серпня розірвав контракт, після чого підписав однорічну угоду з клубом азербайджанської Прем'єр-ліги «Інтер» (Баку). 17 листопада 2014 року став вільним агентом після того, як «Араз-Нахічевань» відмовився від участі в азербайджанській Прем’єр-лізі. Провів декілька матчів у другому дивізіоні за клуби «Нафтчала», «Бакили» та «Ряван». 26 лютого 2016 року підписав контракт з другому дивізіоні Румунії «Металул» (Решиця).

## Кар'єра в збірній
У жовтні 2012 року отримав запрошення до національної збірної Азербайджану Берті Фогтсом. Єдиний матч у складі національної команди зіграв 11 листопада 2012 року у Белфасті під час матчу кваліфікації чемпіонату світу 2014 року зі збірною Північної Ірландії.

## Клубна статистика
Станом на 25 липня 2013 року
| Клуб              | Сезон             | Ліга  | Ліга | Кубок | Кубок | Єврокубки | Єврокубки | Загалом | Загалом |
| Клуб              | Сезон             | Матчі | Голи | Матчі | Голи  | Матчі     | Голи      | Матчі   | Голи    |
| ----------------- | ----------------- | ----- | ---- | ----- | ----- | --------- | --------- | ------- | ------- |
| «Мілсамі»         | 2012-13           | 6     | 0    | 0     | 0     | —         | —         | 6       | 0       |
| «Мілсамі»         | Загалом           | 6     | 0    | 0     | 0     | —         | —         | 6       | 0       |
| «Петролул»        | 2012-13           | 1     | 0    | 0     | 0     | —         | —         | 1       | 0       |
| «Петролул»        | 2013-14           | 1     | 0    | 0     | 0     | 2         | 0         | 3       | 0       |
| «Петролул»        | Загалом           | 2     | 0    | 0     | 0     | 2         | 0         | 4       | 0       |
| Усього за кар'єру | Усього за кар'єру | 8     | 0    | 0     | 0     | 2         | 0         | 10      | 0       |

## Досягнення

### Клубні
«Петролул»
- Кубок Румунії
  -  Володар (1): 2012/13

«Нефтчала»
- Перший дивізіон Азербайджану
  -  Чемпіон (1): 2014/15